# Joséphine de Beauharnais
Joséphine de Beauharnais, rođena kao: Marie Josèphe Rose de Tascher de la Pagerie, (Martinik, Antili, 23. lipnja 1763. – Pariz, 29. svibnja 1814.), bila je francuska carica i prva supruga cara Napoleona I. Bonaparte.
Jozefina je rođena 23. lipnja 1763. na karipskom otoku Martinik u obitelji Josepha-Gasparda de Tascher de la Pagerie, potporučnika francuske vojske i majke Rose-Claire des Vergers de Sanois, Francuskinje engleskog porijekla s majčine strane. Njezina obitelj je na tom otoku posjedovala šećernu plantažu. Kada je 1766. njihovu plantažu uništio tropski ciklon njezina obitelj je pala u teško financijsko stanje. Izlaz je bio u udaji Jozephinine starije sestre Catherine-Désirée za Aleandra de Beauharnaisa, sina francuskog velikaša Françoisa, vikonta de Beauharnaisa, koji je bio ljubavnik Josephinine tetke s očeve strane, Edmée de Tascher de la Pagerie. Međutim, Catherine-Désirée je umrla 1777. godine, prije nego što je i napustila Martinik, pa je Jozephina zauzela sestrino mjesto. 
Josephina se za Alexandra udala 13. prosinca 1779. i u tom braku je rodila dvoje djece: sina Eugènea (1781.) i kćerku Hortensiju (1783.). Za vrijeme Francuske revolucije, Josephina i njezin suprug su uhićeni. On je optužen da je loše branio Mainz 1793. a i zbog svog aristokratskog porijekla bio prijetnja Republici, te je zajedno s bratom Augustinom osuđen na smrt i giljotiniran 23. srpnja 1794. godine. Zahvaljujući Robespierreu, nekoliko dana kasnije Josephina je oslobođena. 
Kao udovica, Josephina je bila ljubavnica nekoliko istaknutih političkih figura. Godine 1795. upoznala je 6 godina mlađeg generala Napoleona Bonapartea i njihova romansa tada je započela.
Josephina i Napoleon su se vjenčali 9. ožujka 1796., a Napoleon je usvojio njenu djecu. Kada se Napoleon proglasio francuskim carem i Josephina je kao njegova supruga postala carica. Budući da nisu imali zajedničke djece, Josephina je pristala na razvod kako bi omogućila Napoleonu da se oženi mlađom ženom koja bi mu mogla roditi nasljednika.
Napoleon i Josephina razveli su se 10. siječnja 1810., a 11. ožujka Napoleon se oženio Marijom Lujzom Austrijskom. Ona mu je rodila sina, Napoleona II.
Nakon rastave Josephina je živjela u vlastitom dvorcu u Parizu. Ostala je u dobrim odnosima s Napoleonom i pretpostavlja se da se nikada nisu prestali voljeti. Umrla je 29. svibnja 1814. godine.